# Lorenz Conrad Peters
Lorenz Conrad Peters (friesisch Luurens-Kunrad Peeters; Spitzname Lonje; * 11. Januar 1885 in Oevenum; † 30. Juli 1949 in Aarhus) war nordfriesischer Autor, Sprachpfleger, Heimatforscher und Studienrat. Peters gilt als einer der bedeutendsten Dichter in nordfriesischer Sprache, seine Werke verfasste er im Föhrer Dialekt. Sein bekanntestes Werk ist die Komödie Oome Peetje ütj Amerika (alte Schreibweise Omi Petji ütj Amerika, 'Onkel Peter aus Amerika') von 1923. Darüber hinaus war er eine zentrale Figur der friesischen Bewegung zwischen den Weltkriegen.

## Leben
Lorenz Conrad Peters wurde am 11. Januar im Dorf Oevenum auf Föhr geboren. Er war das dritte von sieben Kindern des Ehepaars Nahmen Peters und Julia Peters geb. Knudtsen. Julia Peters war eine Schwester des Dichters Knud Broder Knudsen. Wegen guter Schulleistungen wurde Lorenz Conrad Peters vom Pastor auf den Besuch einer höheren Schule vorbereitet. Bis zur Konfirmation besuchte er die Dorfschule in Oevenum. Danach wechselte er an die Oberrealschule in Flensburg. Dort bestand er 1906 die Abiturprüfung.
Er studierte in Marburg, München und Berlin und ab 1908 in Kiel Philologie. Peters wurde während seines Studiums Mitglied der AMV Albingia zu Kiel, einer musisch orientierten Studentenverbindung im Sondershäuser Verband. Er promovierte er mit einer Arbeit mit dem Titel "Das föhringische Haus" zum Dr. Phil. 1912 bestand er in Kiel die Prüfung für das Lehramt an höheren Schulen.
Im Ersten Weltkrieg diente Peters zunächst bei der Inselwehr auf Sylt. Später wurde er als Offizier an der Westfront in Lille (Frankreich) eingesetzt. Er erhielt das Eiserne Kreuz I. und II. Klasse. 1917 wurde er verwundet. In der Abstimmungszeit 1919/20 und danach vertrat er eine deutsch-nationale Grundeinstellung und war Vorstandsmitglied des Schleswig-Holsteiner-Bundes. 1919 erhielt er eine Anstellung als Gymnasiallehrer am Lyzeum in Husum. 1923 erschien sein Hauptwerk "Oome Peetje ütj Amerika" im Druck, nachdem es schon mehrfach aufgeführt worden war. Von 1923 bis 1928 war er Vorsitzender der Redaktionskommission des "Jahrbuchs des Nordfriesischen Vereins".
Nach der Machtergreifung wurde Peters, da er Freimaurer war, aus dem Stammesbeirat des Nordfriesischen Vereins ausgeschlossen. Er wurde Opfer von Anfeindungen und Vandalismus. Am 30. April 1933 wurde Peters vorübergehend in Schutzhaft genommen. In der Schule wurde ihm zunächst der Geschichtsunterricht in der Oberstufe verboten, schließlich wurde er zwangspensioniert.
1942 verstarb seine erste Frau. 1943 verlor er einen seiner zwei Söhne, der an der Ostfront in Russland als vermisst gemeldet wurde. Am 30. Juli 1949 verstarb Peters in einem Krankenhaus in Århus infolge eines schweren Lungenleidens.

## Peters in der friesischen Bewegung
Lorenz Conrad Peters vertrat in der deutsch-dänischen Auseinandersetzung nach dem Ersten Weltkrieg und der dadurch gespaltenen friesischen Bewegung eine strikte deutschnationale Position. Er agitierte heftig gegen Angehörige der dänischen Seite in und nach der Abstimmungszeit in Schleswig. Seine friesische Volkstumsarbeit war für ihn untrennbar mit deutscher Volkstumsarbeit verbunden. Dementsprechend entfaltete er seine Aktivitäten innerhalb des deutschgesinnten Nordfriesischen Vereins für Heimatkunde und Heimatliebe. Er war ein entschiedener Gegner der dänischgesinnten Friesen des Friesisch-Schleswigschen Vereins, deren Mitglieder er teilweise als Fahnenflüchtige und Deserteure im Ersten Weltkrieg bezeichnete und verachtete. Peters lehnte auch die von den dänischen Friesen angestrebte Anerkennung der Nordfriesen als Minderheit beim Minderheitenkongress in Genf ab und war Verfechter der 1926 verabschiedeten Bohmstedter Richtlinien, in denen die große Mehrheit der Nordfriesen ihre Zugehörigkeit zum deutschen Volk bekräftigte.
Die Machtübernahme der Nationalsozialisten begrüßte er zunächst, da er sich eine Stärkung der Volkstumsarbeit für die Nordfriesen erhoffte. Trotz seiner deutschnationalen Gesinnung wurde er aber dennoch kein Parteigänger der Nationalsozialisten und wurde unter ihnen, neben anderen zu erleidenden Repressalien, an der Fortführung seiner Arbeit für das Friesische und die Friesen gehindert. Peters verarbeitete diese Geschehnisse in einigen Gedichten. Die Erlebnisse der nationalsozialistischen Herrschaft und der Verlust seines Sohnes im Russlandfeldzug führten dazu, dass er nach dem Krieg seine friesische Volkstumsarbeit nicht beim Nordfriesischen Verein fortsetzte, sondern wandte sich in seinen letzten Lebensjahren dem dänisch-orientierten Flügel der friesischen Bewegung zu, den er zwanzig Jahre zuvor noch so heftig bekämpft hatte.

## Schriften
- Nordfriesland. Heimatbuch für die Kreise Husum und Südtondern. Husum 1929 (Reprogr. Neudr. Kiel 1975).
- Zwischen West- und Nordgermanien. Beiträge zur Heimatkunde der nordfriesischen Uthlande und der benachbarten Geestharden für Schule und Haus. Verlag Bollmann, Husum 1932. DNB 575359129